# 北野町立千歳中学校
北野町立千歳中学校（きたのちょうりつ ちとせちゅうがっこう）は、かつて福岡県三井郡北野町（現・久留米市北野町）の東部にあった公立中学校。

## 概要
- 昭和22年4月、金島村（現：久留米市北野町金島）大城村（現：久留米市北野町大城）大堰村（現：三井郡大刀洗町大堰）三村組合立として千歳中学校創立、

- 24年校舎竣工、44年11月火災により全校舎焼失、

- 46年3月をもって千歳中学校24年の歴史を閉ず。

同窓生4984名。

## 校区
- 金島小学校
- 大城小学校
- 大堰小学校

## 沿革
- 1947年（昭和22年）4月 - 新学制に基づき、三村学校組合立千歳中学校創立。大堰小学校に大堰分校、大城小学校に大城分校を設置[2]。
- 1948年（昭和23年） - 本校（金島小）、東校（大堰小）、西校（大城小）の3分校とする。本校には3年生全員、東校には大堰村と金島村大字中川の1年生と2年生、西校には大城村と金島村大字八重亀・金島の1年生と2年生が通学。
- 1949年（昭和24年）6月 - 久留米市国分町の旧戦車隊兵舎の払い下げを受け金島村大字中川（旧堤と新堤の間で現在住宅地）に移築、新校舎竣工、3分校統合。
- 1954年（昭和29年）12月 - 集会室・作法室・調理室竣工。
- 1955年（昭和30年）4月 - 町村合併により、北野町大刀洗町学校組合立千歳中学校と改称。
- 1960年（昭和35年）1月 - 給食室竣工、給食開始。
- 1969年（昭和44年）11月 - 学校火災により技術科教室以外の校舎全焼。
- 1970年（昭和45年）4月 - 学校組合解散により、北野町立千歳中学校と改称、旧大堰村は大刀洗中学校区に転じる。
- 1971年（昭和46年）4月 - 三井中学校と千歳中学校を統合し、北野町立北野中学校創立。

## 校歌
作詞：近藤　思川　　作曲：山田　早苗

## アクセス

### 鉄道路線
- 西日本鉄道
  - 西鉄甘木線：  金島駅